# Gilberto (Sahuaripa) Valenzuela
Gilberto Valenzuela Macen, conocido como “El Sahuaripa” Valenzuela, fue un cantante de baladas, música ranchera y corridos. Nació en Sahuaripa, Sonora, el 27 de febrero de 1935 y falleció en Mexicali, Baja California. el 2 de abril del 2021. Fue uno de los 11 hijos del servidor público estatal Alfonso Valenzuela y Adela Macen Amavizca.
Su trabajo le valió para ganar el Festival OTI de la canción de 1976, grabó más de 500 canciones y unos 35 discos. Solamente  con la canción de "El Moro de Cumpas" vendió más de 2 millones de copias. 

## Los primeros años
Niño precoz y de una voz privilegiada, era monaguillo del Padre Porfirio Cornídez, mismo que lo impulsó a cantar desde los 5 años tanto en la iglesia de su pueblo como fuera de ella, así en Sahuaripa como en Magdalena. Luego amplió su presentaciones a Nogales, Hermosillo y Cd. Obregón.
A los 12 años en 1947, viaja a Tijuana con su tía Rosa. Inicia pintando casas. Se incorpora como cantante en el circo “Atracciones Esperanza”.
Inició su carrera artística en 1948 a los 13 años cantando en los bares de la Avenida Revolución de Tijuana, pero el año siguiente a los 14 años viaja a Mexicali, donde había un auge económico por la fiebre del algodón (oro blanco). Rápidamente es conocido por la clase alta y ahí lo nombran como “El precoz” y, a los 15 años le regalan el primer traje de charro.
En Mexicali fue a cantar a la estación de radio XED donde norteamericanos buscaban talento mexicano. Ahí lo escuchó el compositor y promotor Manuel S. Acuña (1907-1989) nacido en Cumpas pero radicado en Los Ángeles desde 1921. Acuña viajó a Mexicali a contratarlo. Grabó su primer disco con la marca “Imperial” en Mexicali. También logró el patrocinio de Armando Toledo, (autor de la canción “La Pava”).
Se casó a los 17 años se casó con Aurora Salazar Bretado y se quedó a radicar en Mexicali hasta su muerte. Tuvieron 7 hijos, 15 nietos y 5 bisnietos.
A los 18 años, en 1953 conoce a Paco Miller, y Jorge Maulme de la carpa “Belmont”, y lo contratan para trabajar en la carpa junto con “Los Xochimilcas”, “Los Dos Reales”, “Capulina” y “Malena Montes” y otros, haciendo giras nacionales. En Hermosillo coreaban “Que cante el de Sahuaripa” al enterarse de que Gilberto era el único artista sonorense de la carpa. Ese mote se le quedó de ahí, para siempre. 

## La carpa Grande
Llegó a Cd. de México con la carpa Belmont y en 1954 trabajó en el Teatro Blanquita alternando con Clavillazo y Gaspar Henaine “Capulina”. Cantó en la Plaza Garibaldi, en el “Guadalajara de noche”. En 1957 conoció a Cuco Sánchez y le grabó en RCA Víctor, la canción “No soy monedita de oro”. Poco después a José Alfredo Jiménez le otorgó la canción “El caballo Blanco”.  Convivió y trabajó con Javier Solís una temporada completa tanto en México como en Estados Unidos. Vicente Fernández le decía: “Yo te admiro como cantas, Gilberto”. Su ídolo siempre fue Luis Pérez Meza. Estuvo 20 temporadas consecutivas en el teatro de los Ángeles “Million Dóllar”.
Se convirtió en leyenda con 70 años de trayectoria. Interactuó con casi todos los famosos de México en varios géneros. A los 85 años seguía cantando. Filmó con Tony Aguilar ¨El Moro de Cumpas¨. 

## Dueto Miseria
El promotor artístico y dirigente de RCA Mariano Rivera Conde (exesposo de Consuelo Velázquez y la artista María Victoria) reúne a Gilberto y Pepe Jara y los anima a cantar juntos. Mariano ya había creado a los “Los Bribones” y el trío “Los Calaveras” e impulsado la carrera de grandes como José Alfredo Jiménez, y forma así El Dueto Miseria, ya que uno era famoso con “El Moro de Cumpas” el otro era famoso con “La Mentira” de Álvaro Carrillo. Ahora juntos vuelven a lograr el éxito. Trabajaron y juntos y mantuvieron la amistad hasta la muerte de Jara. 
Grabaron 10 discos de acetato de larga duración (LP) desde 1964 y hasta 1967. Logran éxito con “Declárate inocente”, “No me amenaces”, “Retirada” y “Una limosna”.